# Conjectura de Erdős–Turán para bases aditivas
A Conjectura de Erdős–Turán é um antigo problema em aberto em teoria aditiva dos números (não confundir com a Conjectura de Erdős para progressões aritméticas) proposto por Paul Erdős e Pál Turán em 1941.
A questão concerne subconjuntos dos números naturais, tipicamente denotado por {\displaystyle \mathbb {N} }, chamados bases aditivas. Um subconjunto {\displaystyle B} é chamado de base aditiva de ordem finita (resp. base aditiva assintótica) quando existe um inteiro positivo {\displaystyle h} tal que todo número (resp. todo número suficientemente grande) {\displaystyle n} pode ser escrito como a soma de {\displaystyle h} elementos de {\displaystyle B}. Por exemplo, o conjunto de todos números naturais é em si uma base aditiva de ordem 1, já que todo número natural pode ser trivialmente escrito como a soma de até 1 número natural. É um teorema não-trivial de Lagrange (Teorema dos quatro quadrados) que o conjunto dos números quadrados formam uma base aditiva de ordem 4. Outro teorema célebre e altamente não-trivial nesta mesma linha é o teorema de Vinogradov, que diz que todo número ímpar suficientemente grande pode ser escrito como a soma de três números primos, e portanto o conjunto dos primos formam uma base assintótica de ordem menor ou igual a 4.
É natural se perguntar se tais resultados são melhores possíveis. O teorema dos quatro quadrados de Lagrange, por exemplo, não pode ser melhorado, pois há infinitos inteiros positivos que não podem ser escritos como soma de três quadrados. Isto é porque nenhum inteiro positivo que é a soma de três quadrados pode deixar resto 7 quando dividido por 8. De toda forma, poderia-se esperar que um conjunto {\displaystyle B} que seja tão esparso quanto os quadrados (isto é, que dado um intervalo {\displaystyle [1,N]}, aproximadamente {\displaystyle N^{1/2}} dos inteiros em {\displaystyle [1,N]} são elementos de {\displaystyle B}) que não possua este "defeito" inerente ao conjunto dos quadrados deveria possuir a propriedade de que todo inteiro positivo suficientemente grande pode ser escrito como a soma de três elementos de {\displaystyle B}. Isto seguiria da seguinte intuição probabilística: suponha que {\displaystyle N/2<n\leq N} é um inteiro positivo, e {\displaystyle x_{1},x_{2},x_{3}} são selecionados 'aleatoriamente' de {\displaystyle B\cap [1,N]}. Então a probabilidade de um dado elemento de {\displaystyle B} ser escolhido é aproximadamente {\displaystyle 1/N^{1/2}}. Poderíamos então estimar seu valor esperado, o qual, neste caso, será consideravelmente grande. Assim, espera-se que haja bastante representações de {\displaystyle n} como soma de três elementos de {\displaystyle B}, a menos que haja alguma obstrução aritmética (o que significa que {\displaystyle B} é de certa forma bem diferente dos conjuntos "típicos" de densidade similar), como no caso dos quadrados. Portanto, é de se esperar que os quadrados sejam consideravelmente ineficientes em representar inteiros positivos como somas de quatro elementos, pois já há muitas representações como somas de três elementos àqueles inteiros positivos {\displaystyle n} que passaram pela obstrução aritmética. Examinar o teorema de Vinogradov também revela que os primos são, como os quadrados, bastante ineficientes no que se refere a representar inteiros positivos como soma de, por exemplo, quatro elementos.
A questão levantada por esta linha de raciocínio é a seguinte: suponha que {\displaystyle B}, diferente do conjunto dos quadrados e dos primos, seja deveras eficiente em representar inteiros positivos como soma de {\displaystyle h} elementos de {\displaystyle B}. Quão eficiente {\displaystyle B} pode ser? Idealmente, gostaríamos de encontrar um inteiro positivo {\displaystyle h} e um conjunto {\displaystyle B} tal que todo inteiro positivo {\displaystyle n} pode ser escrito como a soma de até {\displaystyle h} elementos de {\displaystyle B} de exatamente um único jeito. Falhando isto, talvez poderíamos tentar encontrar um conjunto {\displaystyle B} tal que todo inteiro positivo {\displaystyle n} pudesse ser escrito como a soma de até {\displaystyle h} elementos de {\displaystyle B} de no mínimo um jeito, e no máximo {\displaystyle S(h)} jeitos, onde {\displaystyle S} é uma função de {\displaystyle h} (isto é, não depende de {\displaystyle n}).
Esta é basicamente a questão levantada por Paul Erdős e Pál Turán em 1941. Com efeito, eles conjecturaram uma resposta negativa para esta questão, isto é, que se {\displaystyle B} é uma base aditiva de ordem {\displaystyle h}, então esta não pode representar os inteiros positivos como soma de até {\displaystyle h} elementos de forma tão eficiente; mais precisamente, o número de representações de {\displaystyle n}, como uma função de {\displaystyle n}, deve divergir para infinito.

## História
Esta conjectura foi escrita em um trabalho conjunto de Paul Erdős e Pál Turán em 1941. No artigo original, é enunciado
"(2) Se {\displaystyle f(n)>0} para {\displaystyle n>n_{0}}, então {\displaystyle \varlimsup _{n\rightarrow \infty }f(n)=\infty }"
Acima, {\displaystyle f(n)} denota o número de maneiras de escrever um número natural {\displaystyle n} como a soma de dois elementos (não necessariamente distintos) de {\displaystyle B}. Se {\displaystyle f(n)} é sempre positivo (i.e. maior que zero) para {\displaystyle n} suficientemente grande, então {\displaystyle B} é chamado de base aditiva assintótica (de ordem 2). Este problema atraiu uma atenção considerável da comunidade matemática, mas continua em aberto.
Em 1964, Erdős publicou uma versão multiplicativa desta conjectura.

## Progresso
Enquanto a conjectura continua em aberto, houve certos avanços no problema. Em primeiro lugar, é útil expressar o problema numa linguagem mais concisa. Dado um subconjunto {\displaystyle B\subseteq \mathbb {N} }, definimos sua função de representação por {\displaystyle r_{B}(n)=\#\{(a_{1},a_{2})\in B^{2}~|~a_{1}+a_{2}=n\}}. Sendo assim, a conjectura então diz que se {\displaystyle r_{B}(n)>0} para todo {\displaystyle n} suficientemente grande, então {\displaystyle \limsup _{n\rightarrow \infty }r_{B}(n)=\infty }.
Em geral, para todo {\displaystyle h\geq 2} e todo subconjunto {\displaystyle B\subseteq \mathbb {N} }, podemos definir a função de h-representação de {\displaystyle B} como {\displaystyle r_{B,h}(n)=\#\{(a_{1},\cdots ,a_{h})\in B^{h}~|~a_{1}+\cdots +a_{h}=n\}}. Dizemos que {\displaystyle B} é uma base aditiva assintótica de ordem {\displaystyle h} se {\displaystyle r_{B,h}(n)>0} para todo {\displaystyle n} suficientemente grande. Pode-se deduzir por um argumento elementar que se {\displaystyle B} é uma base assintótica de ordem {\displaystyle h}, então
{\displaystyle \displaystyle n\leq \sum _{m=1}^{n}r_{B,h}(m)\leq |B\cap [1,n]|^{h}}
Assim obtemos o minorante {\displaystyle n^{1/h}\leq |B\cap [1,n]|}.
A conjectura original nasceu enquanto Erdős e Turán procuravam uma solução parcial para um problema de Sidon (veja: Sequência de Sidon). Mais tarde, Erdős se propôs a responder à seguinte questão proposta por Sidon: quão próximo do minorante {\displaystyle |B\cap [1,n]|\geq n^{1/h}} pode uma base aditiva {\displaystyle B} de ordem {\displaystyle h} chegar? Esta questão foi respondida para o caso {\displaystyle h=2} por Erdős em 1956. Erdős mostrou que existe uma base aditiva {\displaystyle B} de ordem 2 e constantes {\displaystyle c_{1},c_{2}>0} tais que {\displaystyle c_{1}\log n\leq r_{B}(n)\leq c_{2}\log n} para todo {\displaystyle n} suficientemente grande. Em particular, isto implica na existência de bases aditivas {\displaystyle B} que satisfazem {\displaystyle r_{B}(n)=n^{1/2+o(1)}}, o que é essencialmente o melhor possível em termos de eficiência. Isto motivou Erdős a conjecturar o seguinte:
- Se {\displaystyle B} é uma base aditiva de ordem {\displaystyle h}, então {\displaystyle \limsup _{n\rightarrow \infty }r_{B,h}(n)/\log n>0.}

Em 1986, Eduard Wirsing mostrou que uma grande classe de bases aditivas, incluindo os números primos, contém um subconjunto significamente mais magro que ainda é uma base aditiva. Em 1990, Erdős e Prasad V. Tetali estenderam o resultado de 1956 de Erdős para bases de ordem arbitrária. Em 2000, V. Vu provou que sub-bases magras existem nas bases de Waring usando o método do círculo de Hardy e Littlewood em conjunto com seus resultados sobre concentração polinomial. Em 2006, Borwein, Choi, e Chu provaram que para toda base aditiva {\displaystyle B}, de algum momento em diante {\displaystyle f(n)} sempre excede 7.